# La educación de las hadas
La educación de las hadas es una coproducción hispano-francesa-portuguesa-argentina, dirigida por José Luis Cuerda en el año 2006 y basada en la novela La educación de un hada de Didier van Cauwelaert.

## Argumento
Una mañana, en un vuelo de Alicante a Barcelona, Nicolás conoce a Ingrid, una ornitóloga viuda y a su hijo Raúl, un niño con una fantasía fuera de lo normal. En ese momento surge el amor, un cuento de hadas entre la mujer y el inventor de juguetes en el que el pequeño juega un importante papel. Sin embargo todo se rompe repentinamente en el momento en el que Ingrid decide acabar con la relación sin ninguna razón aparente.

## Reparto
- Ricardo Darín como Nicolás
- Irène Jacob como Ingrid
- Bebe como Sezar
- Víctor Valdivia como Raúl
- Jordi Bosch como Matarredona